# Vitis shenxiensis
Vitis shenxiensis är en vinväxtart som beskrevs av Chao Luang Li. Vitis shenxiensis ingår i släktet vinsläktet, och familjen vinväxter. Inga underarter finns listade i Catalogue of Life.